# 中野滋樹
中野 滋樹（なかの しげき、1980年8月1日 - ）は、大分県臼杵市出身の元社会人野球選手（捕手）、野球指導者。

## 人物・来歴
柳ヶ浦高等学校では同学年の古卿大知とともに2年の夏からレギュラーとなり、3年次に夏の甲子園に出場。初戦で松坂大輔らを擁する横浜高校に敗れた。東洋大学では2年上に小川将俊（後に中日）、同級生の飯田庸資の存在があり控えだった。
大学卒業後はミキハウスに入社。1年目の2003年からレギュラー捕手となり、日本選手権では首位打者賞を獲得する活躍でベスト4進出に貢献するも、能見篤史を擁する大阪ガスに敗れた。2004年のシーズン終了後、ミキハウスが企業スポーツ活動の見直しで野球部の活動を大幅縮小したのに伴い、吉田博之監督の誘いを受けてJR九州に移籍。
移籍1年目から正捕手となり、小松聖や藤岡好明、補強選手の川崎雄介らの能力を引き出す好リードで都市対抗でのベスト4進出を支えた。秋には九州予選の第1代表決定戦で決勝本塁打を放ち、日本選手権出場を決めている。2006年には高根沢力が引退したアマ日本代表に招集され、鈴木健司らとともに正捕手として期待をかけられていた。30歳を過ぎてから日本代表に多く選ばれるなど、息の長い活躍を見せた。
現役引退後はJR九州でコーチを務め、2021年をもってコーチを退任した。
2023年1月1日よりJR九州の監督に就任した。

## 日本代表キャリア
- 第23回ハーレムベースボールウィーク日本代表（2006年）
- 第15回アジア競技大会野球日本代表（2006年）
- 第16回IBAFインターコンチネンタルカップ日本代表（2006年）
- 第39回IBAFワールドカップ日本代表（2011年）
- 第26回アジア野球選手権大会日本代表（2012年）
- 第6回東アジア競技大会野球日本代表（2013年）
- 第17回アジア競技大会野球日本代表（2014年）
- 2015年アジア野球選手権大会（2015年）

## 主な表彰・タイトル
- 社会人野球日本選手権首位打者賞（2003年）
- 都市対抗野球大会 首位打者賞（2010年）
- 社会人ベストナイン（2010年・捕手）
- 都市対抗野球大会10年連続出場（2014年）